# Prozor života
Prozor života mjesto je gdje ljudi (obično majke) mogu ostaviti bebe, obično novorođenčad, anonimno na sigurnom mjestu da ih se pronađe i da se o njima brine. 
To je bilo uobičajeno od srednjeg vijeka pa do 18. i 19. stoljeća. Ponovno je uvedeno od 1952. godine i od 2000. godine usvojeno je u mnogim zemljama, ponajviše u Pakistanu gdje ima više od 300 prozora života. Mogu se pronaći i u Njemačkoj (100), Sjedinjenim Američkim Državama (150), Češkoj (88), Poljskoj (67) i u drugim zemljama. 
Prozori života obično se nalaze u: bolnicama, socijalnim centrima ili crkvama, a sastoje se od vrata ili preklopa na vanjskom zidu koji se otvaraju prema mekom krevetu, grijanom ili barem izoliranom. Senzori u modernim krevetima izdaju upozorenje kada se u njih stavi beba. U Njemačkoj se bebe čuvaju osam tjedana tijekom kojih se roditelj može vratiti i zatražiti dijete bez ikakvih zakonskih posljedica. Ako se to ne dogodi, dijete ide na posvajanje.

## U Hrvatskoj
Prvi takav prozor u suvremenoj Hrvatskoj otvoren je 1. veljače 2025. godine u Zagrebu, u sklopu samostana Sestara Pohoda Marijina uz kapelu Corpus Domini na Trešnjevci (Mošćenička ulica 3).
Prostor je opremljen grijanim medicinskim krevetićem s kontroliranom temperaturom koji funkcionira poput inkubatora. Sustav uključuje ventilaciju i alarm koji se aktivira kada se dijete položi, obavještavajući istovremeno časne sestre i odgovorne osobe. Videonadzor je postavljen isključivo nad krevetićem, čime se osigurava potpuna anonimnost osobe koja ostavlja dijete.
Povijesno gledano, slični sustavi postojali su u Hrvatskoj još u 15. stoljeću pod nazivom „obrtaljke” u Dubrovniku, Zadru i Šibeniku. Djeca ostavljena u obrtaljkama bila su smještana u obitelji i nazivana „Bogorodičinom djecom”.
Inicijativu za otvaranje prozora života u Zagrebu pokrenula je Udruga Betlehem. Projekt je realiziran nakon trogodišnjih priprema, uz podršku deset časnih sestara samostana Pohoda Marijina.
Nakon što se dijete ostavi, aktivira se protokol koji uključuje obavještavanje nadležnih institucija i zdravstvenu skrb, nakon čega dijete ulazi u sustav za posvojenje. U Hrvatskoj trenutno postoji oko 1200 registriranih potencijalnih posvojitelja.

## Galerija
- Prozor života u Njemačkoj.
- Prozor života u Češkoj.
- Prozor života iznutra.
- Prozor života na Malti.